# Фунтик и огурцы
«Фунтик и огурцы» — советский рисованный мультфильм, снятый в 1960 году на киностудии «Союзмультфильм» по мотивам рассказа Николая Носова.

## Сюжет
Мальчик по имени Фунтик (в рассказе его зовут Котькой) помогает своей бабушке смотать клубок ниток. Как только нитки закончились, бабушка разрешила внуку пойти в лес, где мальчик решил набрать для бабушки грибов.
Но в лесу грибы всячески прятались от Фунтика. Попытки Фунтика наполнить корзину грибами заканчиваются тем, что Фунтик скатывается с горы, и некий зайчонок смеётся над ним. Фунтик смотрит на зайчонка со злостью, и зайчонок повёл Фунтика на чужой огород.
Грибы наблюдают за тем, как Фунтик с зайчонком наполняют корзину огурцами. Огородный сторож замечает их и стреляет горохом из ружья, заодно прогнав птиц с подсолнуха. Но когда сторож начал свистеть в свисток, Фунтик с зайчонком давно убежали вместе с огурцами.
Дома Фунтик признаётся бабушке, что не нашёл грибов в лесу, поэтому принёс ей огурцы с чужого огорода. Обозлённая бабушка потребовала, чтобы Фунтик вернул огурцы обратно, пригрозив за неподчинение совсем прогнать из дома. 
Мальчик не хотел нести огурцы, и поэтому бросил их возле ближайшего пня. Но огурцы оживают и начинают преследовать Фунтика. Тот поначалу всячески пытался избавиться от них, но потом устыдился и всё-таки решил по-настоящему отнести огурцы обратно, правда, отдав один огурец ёжику (хотя грибы считают, что нечестно чужой огурец отдавать). 
Тем временем сторож делает огородное пугало (которое впоследствии оживёт). К сторожу прибегает Фунтик и извиняется перед ним, после чего выкладывает огурцы из корзины. Сторож прощает Фунтика и не беспокоится за один пропавший огурец, но предупреждает Фунтика, чтобы больше он не делал так.
По дороге домой Фунтик видит, как зайчонок ест морковку на чужом огороде, и прогоняет его, спасая морковку. За совершение благородных поступков грибы с радостью присоединяются к Фунтику.

## Съёмочная группа
- Автор сценария: Николай Носов
- Режиссёр: Леонид Аристов
- Художник: Светозар Русаков
- Композитор: Моисей Вайнберг
- Оператор: Елена Петрова
- Звукооператор: Николай Прилуцкий
- Редактор: Аркадий Снесарев
- Ассистенты: Лидия Никитина, Валентина Турубинер
- Ассистент художника: Инна Заруба
- Художники-мультипликаторы: Майя Бузинова, Игорь Подгорский, Иосиф Доукша, Фаина Епифанова, Владимир Арбеков, Владимир Зарубин, Ефим Гамбург, Владимир Капнинский, Леонид Каюков, Сергей Маракасов
- Декоратор: Галина Невзорова
- Роли озвучивали:
  - Агарь Власова — Фунтик
  - Елена Понсова — бабушка Фунтика
  - Анатолий Папанов — огородный сторож
  - Феликс Иванов — огурцы / грибы

## О мультфильме
В докладе Ивана Иванова-Вано о постановлении ЦК КПСС о мерах по улучшению руководства развитием художественной кинематографии, мультфильм был упомянут как один из самых неудачных мультфильмов Советской мультипликации снятых в период с 1960 по 1962 год.